# Universelles Rollenspielsystem
Ein universelles Rollenspielsystem ist eine spezielle Art von Regelwerk für ein Pen-&-Paper-Rollenspiel, das auf viele verschiedene Spielwelten, selten auch auf verschiedene Spielstile angepasst werden kann. Synonym werden auch die Begriffe Generisches Rollenspielsystem und Universalsystem verwendet.
Wie andere Rollenspielsysteme enthält auch ein universelles (Rollenspiel-)System Regeln zum Spielablauf (Spielmechanik) wie Eigenschaften der Spielfiguren, Interaktionen und Weiterentwicklung, verzichtet aber vollständig oder fast vollständig auf die Beschreibung einer Spielwelt. Spielwelten für solche Universalsysteme werden meistens in Form von zusätzlichen Veröffentlichungen angeboten.

## Geschichte
Als erstes universelles Rollenspielsystem überhaupt entwickelte Chaosium 1980 das System Basic Role-Playing, indem es die Grundzüge des Fantasy-Rollenspiels RuneQuest verallgemeinerte. Hero Games/ICE begann zwar auch bereits 1983 mit Espionage!, das Hero System auf Bereiche jenseits des ursprünglichen Superhelden-Rollenspiels Champions auszuweiten, als eigenständiges Buch wurde das Hero System aber nicht vor 1990 veröffentlicht. 1986 dann wurde aus dem Spiel The Fantasy Trip das für lange Zeit erfolgreichste universelle Rollenspiel GURPS entwickelt.
Im Jahr 2000 veröffentlichte Wizards of the Coast das SRD (System Reference Document) für Dungeons & Dragons unter der Open Game License. Darin waren die Grundregeln für D&D niedergelegt (später als das d20-System bezeichnet), gedacht als Grundlage für Publikationen, die mit dem D&D-Spiel kompatibel sind. Daraufhin wurde eine große Menge an Spielwelten und Genrebüchern auf dieser Basis veröffentlicht.

## Ansätze und Ausführung
Da ein universelles System nicht ohne eine Spielwelt spielbar ist, muss der Spielleiter entweder selbst eine erstellen oder eine in Form eines Welten- bzw. Genrebuches erwerben, das für das universelle System entwickelt wurde und alle Regeln und Hintergründe enthält, die speziell auf die vorgestellte Spielwelt oder das Genre zutreffen. Genrebücher enthalten Anpassungen (oder Anpassungsvorschläge) für ein bestimmtes Genre, beispielsweise für Fantasy, Science-Fiction, Horror oder Wild-West, während Weltenbücher Material für ganz spezielle Spielwelten enthalten, zum Beispiel Terry Pratchetts Scheibenwelt oder Suzuki Toshimichis Bubblegum Crisis. Zur Verwirklichung des eigentlichen universellen Systems gibt es verschiedene Ansätze:
Eine der Möglichkeiten besteht darin, nur das Regelskelett zu nehmen, das heißt die Grundprinzipien und -mechanismen, die absolut unabhängig von Spielwelt und Genre sind. In manchen Fällen führt das dazu, dass – wie beim Basic Role-Playing und dem d20-System – die meisten Welten- oder Genrebücher keine Erweiterungen des Grundsystems darstellen, sondern im Prinzip eigene Rollenspielsysteme sind, die lediglich auf vergleichbaren Werten beruhen.
Eine weitere Möglichkeit ist, möglichst viele Prinzipien zu vereinheitlichen, so dass sie spielmechanisch zwar gleich ablaufen, aber unterschiedlich beschrieben werden können. Wenn zum Beispiel sowohl der Erfolg von Magie wie auch das Fliegen eines Flugzeugs mit der gleichen Würfelmethode entschieden wird, hat man ein solches System. Das Hero System kommt diesem Prinzip recht nahe, aber die meisten universellen Systeme stellen eine Mischung aus beiden Möglichkeiten dar.
Zusätzlich gibt es Systeme, die keinen tatsächlich universellen Ansatz verfolgen, sondern versuchen, innerhalb eines bestimmten Genres universell zu sein. Dies ermöglicht es, Genrekonventionen im Regelwerk zu platzieren, wie zum Beispiel Magie im Fantasy-Genre, Schusswaffen in modernen Genres und Raumschiffe in der Science-Fiction, und generalisiert diese lediglich in Bezug auf das Genre, so dass zum Beispiel die Auswahl der verfügbaren Magie und die Art und Weise, wie diese angewendet wird, nicht im Regelwerk, sondern in der Spielwelt beschrieben werden. Beispiele für diese Art von System sind das frühe Rolemaster für Fantasy, Space Master für Science-Fiction oder BESM für Anime und Manga.

## Vorteile und Kritikpunkte

### Vorteile für die Hersteller
Ein wichtiger Vorteil für einen Spieleverlag, der für die Verwendung eines universellen Rollenspielsystems spricht, liegt in der Verbreitung. Das Prinzip wird in der Volkswirtschaftslehre als Netzwerkeffekt bezeichnet und besagt im Prinzip, dass nicht das beste Produkt den größten Erfolg erzielt, sondern das bekannteste. Ein anderer Vorteil ist natürlich, dass die Produktionskosten für ein neues Rollenspiel geringer sind, wenn ein universelles Rollenspielsystem verwendet wird, da der Entwicklungsaufwand für eine neue Spielmechanik minimiert wird. Dies sind auch die Gründe für die Verwendung von „firmeninternen“ Rollenspielsystemen, die nie als eigenständiges universelles Rollenspielsystem veröffentlicht wurden, wie dem Interlock System von R. Talsorian Games, dem Megaversal System von Palladium Books und dem immer ähnlichen System, das von Fantasy Games Unlimited verwendet wurde.

### Vorteile für die Spieler
Der Hauptvorteil für die Spieler bei der Verwendung eines universellen Rollenspielsystems ist, dass verschiedene Spielwelten ausprobiert werden können, ohne jedes Mal erneut die Regeln des Spiels lernen zu müssen. Außerdem kann ein Spielleiter eine beliebige Spielwelt erfinden und diese dann mittels eines universellen Rollenspielsystems in ein vollständiges Rollenspiel verwandeln.

### Kritik
Der größte Kritikpunkt an universellen Rollenspielsystemen ist, dass die Spielmechanik oft eng mit der Spielwelt verknüpft ist und damit einen Teil des Charmes eines bestimmten Rollenspiels ausmachen – Castle Falkenstein zu spielen ist etwas anderes als GURPS Castle Falkenstein zu spielen. Außerdem hat der einzelne Spielleiter, der ein universelles Rollenspielsystem einsetzen möchte, aufgrund der im System notwendigen Generalisierungen viel Arbeit mit der Anpassung auf die ausgewählte Spielwelt.

## Universelle Rollenspielsysteme
Zu den kommerziell erfolgreichsten universellen Systemen gehören D20 und GURPS. Weitere Beispiele sind Fate, FUDGE, The Pool, Tri-Stat dX, TWERPS und Wushu.